# Dunkery Beacon
Dunkery Beacon är en bergstopp på berget Dunkery Hill i Storbritannien.   Den ligger i grevskapet Somerset och riksdelen England, i den södra delen av landet, 240 km väster om huvudstaden London. Toppen på Dunkery Beacon är 519 meter över havet.
Terrängen runt Dunkery Beacon är kuperad åt nordost, men åt sydväst är den platt. Dunkery Beacon är den högsta punkten i trakten. Runt Dunkery Beacon är det ganska glesbefolkat, med 48 invånare per kvadratkilometer. Närmaste större samhälle är Minehead, 8,6 km nordost om Dunkery Beacon. I omgivningarna runt Dunkery Beacon växer i huvudsak blandskog.